# Gunnarps tegelbruk
Gunnarps tegelbruk var ett tegelbruk i Tjörnarp utanför Höör i Skåne. Det startades på 1850-talet drevs ursprungligen som ett gårdsbruk. Leran till produkterna hämtades från det som i dag är naturreservatet Tegeldammarna/Lergravarna norr om tegelbruket.

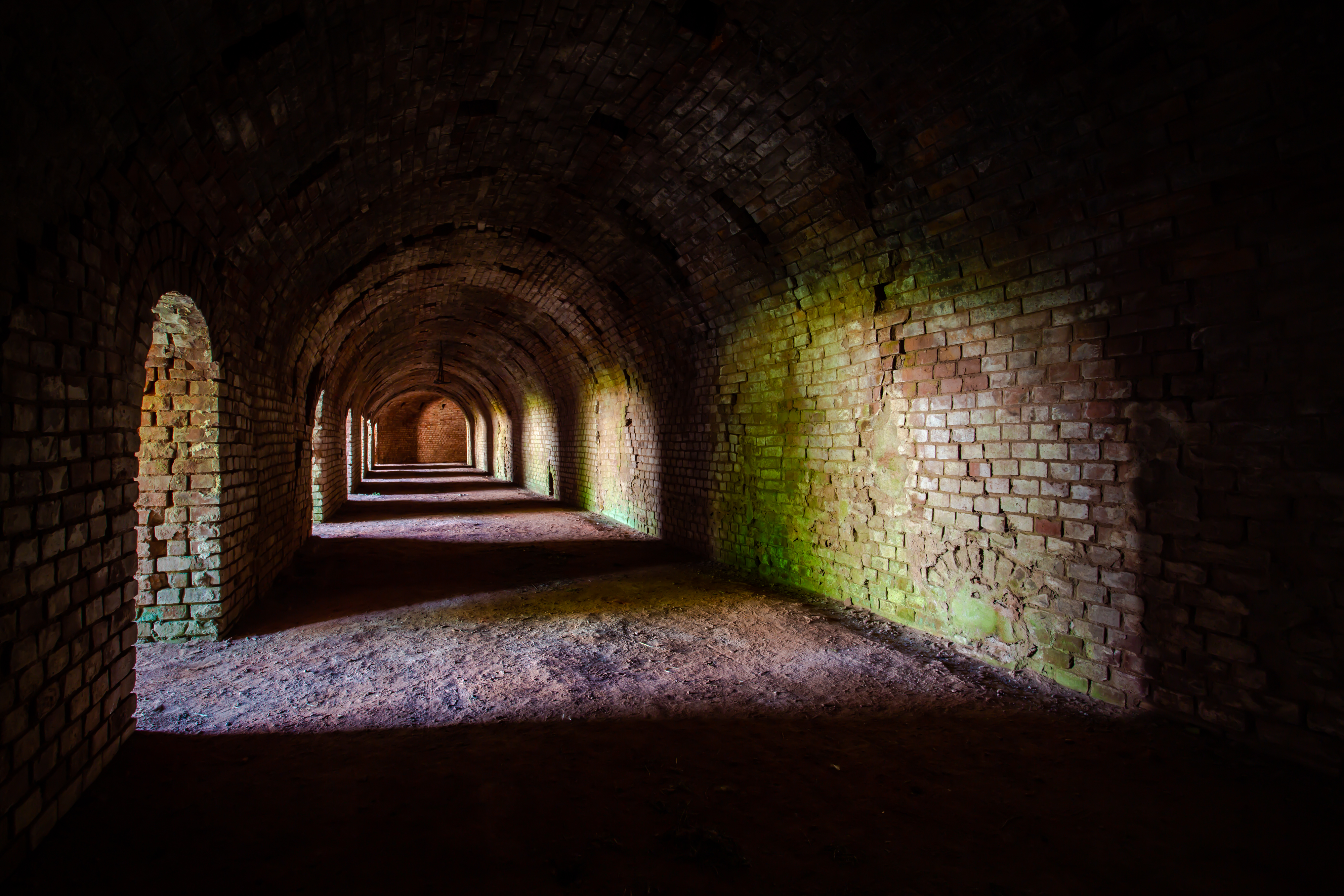
Interiör.

Den industriella verksamheten startade 1898 då en stor ringugn med tegelklädda valv  byggdes. Ugnen hade 18 brännkammare med portar mot utsidan och bränsleluckor i toppen. Tegelbruket producerade som mest cirka tre miljoner tegelsten om året och hade ett trettiotal anställda under första hälften av 1900-talet. Det färdiga teglet transporterades på en hästdragen bana till lastbryggan på järnvägsstationen i Tjörnarp. Med järnvägen fick man bättre  avsättningsmöjligheter och under ledning av fabrikör John Olander kunde brukets produktion ökas betydligt.
Efter en förödande eldsvåda år 1958 lades tegelbruket ned. Själva tegelugnen klarade sig men taköverbyggnaden brann upp och den 37,5 meter höga skorstenen revs året därpå. Ringugnen lämnades först att förfalla men övertogs av Höörs kommun 1985. År 1993 restaurerades den kulturhistoriskt värdefulla ugnen och försågs med en taköverbyggnad. I dag är den en turistattraktion och sevärdhet som kan besökas året runt.